# Bernard Dowiyogo

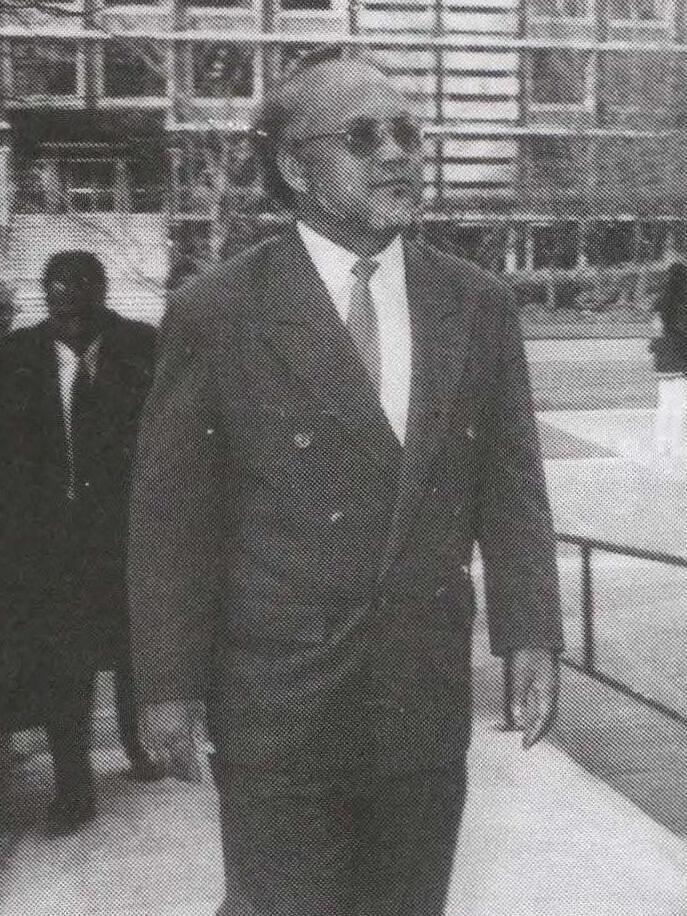

Bernard Annen Auwen Dowiyogo (* 14. Februar 1946 in Ubenide; † 9. März 2003 in Washington, D.C.) war ein nauruischer Politiker. Er stammt nicht von  Nauruern ab; sein Vater war ein japanischer Kriegsoffizier, seine Mutter stammte aus Kiribati. Er ist der Vater von Valdon und Jesaulenko Dowiyogo. Da er in Nauru geboren wurde, erhielt er die nauruische Staatsbürgerschaft. Nach der Grundausbildung in Nauru ließ er sich in Australien zum Advokaten ausbilden. Als solcher arbeitete er aber nicht lange; er wandte sich bald der Politik zu.
Er wurde 1973 ins 18-köpfige nauruische Parlament gewählt. Er hatte seine erste Amtszeit als Präsident von 1976 bis 1978, nachdem er Hammer DeRoburt verdrängt hatte. Während der 1980er Jahre kritisierte er scharf die Atomwaffentests Frankreichs und der Vereinigten Staaten in der Pazifikregion.
Erst 1989 wurde er wieder Präsident, als Kenos Aroi zurücktrat. 1992 wurde er bei den Präsidentschaftswahlen bestätigt, als er mit zehn zu sieben Stimmen seinen Herausforderer Buraro Detudamo bezwang. Bei den nächsten Wahlen 1995 erfolgte jedoch eine Niederlage gegen Lagumot Harris. Elf Monate später konnte er diesen wieder verdrängen, jedoch wurde er nur 15 Tage nach der Wahl durch Kennan Adeang erneut abgesetzt. 1998 konnte er nach einem Misstrauensvotum gegen Kinza Clodumar wieder die Präsidentschaft erlangen, verlor aber diese dann wieder 1999 an René Harris. 2000 und 2003 konnte Dowiyogo noch dreimal die Präsidentschaft erlangen, bis er im März 2003 im Amt starb.
Er starb im Universitätsklinikum in Washington, D.C. an Herzversagen, verursacht durch Diabetes, einer weit verbreiteten Krankheit in Nauru.
| Personendaten    | Personendaten                 |
| ---------------- | ----------------------------- |
| NAME             | Dowiyogo, Bernard             |
| ALTERNATIVNAMEN  | Dowiyogo, Bernard Annen Auwen |
| KURZBESCHREIBUNG | nauruischer Politiker         |
| GEBURTSDATUM     | 14. Februar 1946              |
| GEBURTSORT       | Ubenide, Nauru                |
| STERBEDATUM      | 9. März 2003                  |
| STERBEORT        | Washington, D.C., USA         |